# Schizoptera
Schizoptera är ett släkte av insekter. Schizoptera ingår i familjen Schizopteridae.
Kladogram enligt Catalogue of Life:
| Schizoptera | \| \| Schizoptera bispina \| \| \| \| \| \| Schizoptera cicadina \| \| \| \| |
|             | \| \| Schizoptera bispina \| \| \| \| \| \| Schizoptera cicadina \| \| \| \| |
|             | Corixidea                                                                    |
|             |                                                                              |
|             | Glyptocombus                                                                 |
|             |                                                                              |
|             | Hypselosoma                                                                  |
|             |                                                                              |
|             | Nannocoris                                                                   |
|             |                                                                              |
|             | Schizoptera bispina                                                          |
|             |                                                                              |
|             | Schizoptera cicadina                                                         |
|             |                                                                              |

|  | Schizoptera bispina  |
|  |                      |
|  | Schizoptera cicadina |
|  |                      |